# A hadrosauridák táplálkozása

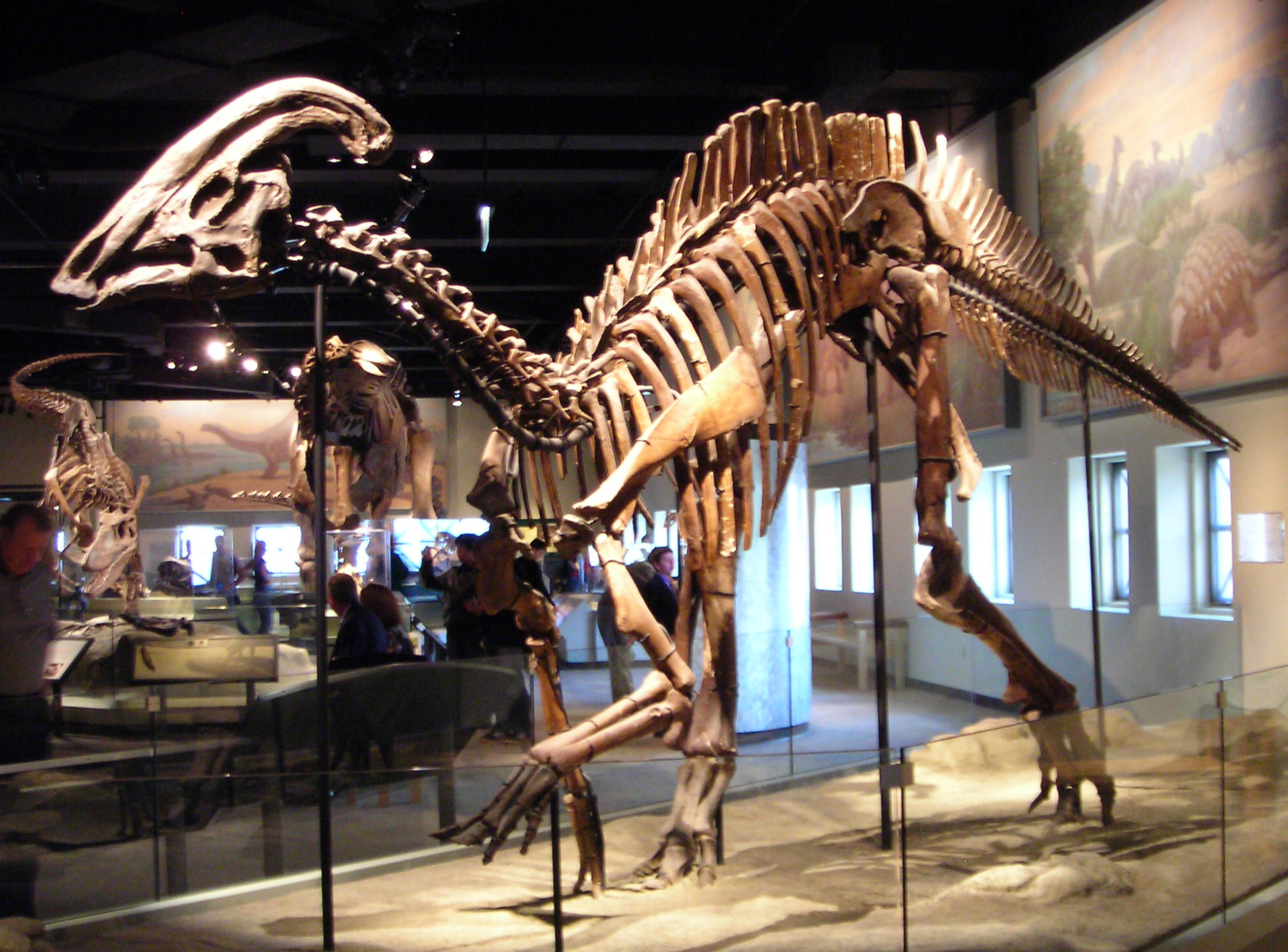
A fejdíszes hadrosauridák közé tartozó Parasaurolophus

A Hadrosauridae család tagjai, melyekre kacsacsőrű dinoszauruszokként vagy hadrosauridákként utalnak, a kréta időszakban élt nagy méretű növényevők egyik csoportja. A hadrosauridák táplálkozása viták tárgyát képezi az őslénykutatók között, különösen azt illetően, hogy ezek az állatok a magasabban levő leveleket és hajtásokat fogyasztották vagy a talajszinten élő növényeket legelték. A megőrződött gyomortartalmak azt jelzik, hogy a magasabb szintekről táplálkoztak, de léteznek olyan, az állcsont mozgásával kapcsolatos tanulmányok, amelyek szerint a talaj közelében legeltek.
Egy hadrosaurida szájában több száz apró, fogkészletekben levő fog sorakozott. Ezek a fogak folyamatosan újakra cserélődtek. A hadrosauridák a csőrükkel aprították fel az ételt, lehántva a leveleket, illetve elvágva a növényeket. Az elképzelés szerint a hadrosauridák pofa segítségével tartották a táplálékot a szájukban.
A tudósok sokáig azt hitték, hogy különös szájszerkezetüknek szerepe lehetett az evolúciós sikerük elérésében. De mivel nem rendelkeztek a mai emlősökre jellemző összetett, rugalmas állkapocsízülettel, a kutatók számára nehéz annak meghatározása, hogyan voltak képesek ezek az állatok letépni és megenni a táplálékukat. Ennek megértése nélkül lehetetlen teljes képet alkotni a késő kréta kor ökoszisztémáiról és arról, hogyan hatott rájuk a 65 millió évvel ezelőtt bekövetkezett kréta–tercier kihalási esemény. Jelenleg még az is tisztázatlan, hogy a hadrosauridák pontosan mit ettek. Nem sikerült döntő módon bizonyítani, azt hogy a mai juhokhoz és szarvasmarhákhoz hasonlóan a talaj közelében legeltek-e, vagy inkább a magasabban levő levelekkel és hajtásokkal táplálkoztak, ahogy a szarvasfélék és a zsiráfok.
A University of Leicester kutatói egy 2008-2009-es vizsgálat során több száz olyan mikroszkopikus karcolást tanulmányoztak, amelyek egy fosszilizálódott Edmontosaurus fogain helyezkedtek el, és megállapították, hogy a hadrosauridák a ma élő állatoktól eltérő, egyedi módon táplálkoztak. A modern emlősöknél elterjedt rugalmas állkapocsízülettel szemben a hadrosauridák alsó és felső állcsontja egyedi módon kapcsolódott egymáshoz. A tudóscsoport úgy találta, hogy a dinoszaurusz felső állcsontja kifelé és oldalra nyomódott rágás közben, az alsó pedig elcsúszott a felül levő fogakon.
A késő kréta korban élt hadrosauridák ürülékfosszíliái (koprolitjai) arra utalnak, hogy az állatok néha szándékosan rothadó fát fogyasztottak. A fa önmagában nem tápláló, de rothadó állapotban gombákat, lebomlott faanyagot és bomlástermékkel táplálkozó gerincteleneket tartalmazhat, melyek egyaránt táplálóak.

## A kutatások korai története
Az elsőként előkerült hadrosaurida fosszíliák kevés koponyamaradványt tartalmaztak. A hadrosauridák fogai az 1850-es évek felfedezései (Joseph Leidy Trachodonja) révén váltak ismertté, és a Joseph Leidy által 1858-ban talált Hadrosaurus csontjai mellett is voltak fog és állcsont darabok. (A Benjamin Waterhouse Hawkins által készített felállított Hadrosaurus csontvázhoz egy elképzelésen alapuló iguanaszerű koponya tartozott.) Azonban Leidy elég csontvázelemmel rendelkezett ahhoz, hogy következtetéseket vonhasson le a hadrosauridák ősbiológiájával kapcsolatban. A mellső és hátsó lábak hosszbeli különbsége nagy jelentőséggel bírt. Értelmezése szerint az újonnan felfedezett lény egy kenguruszerű, a folyók mentén táplálkozó állat volt, amely a mellső lábait használta az ágak megragadására. A kétéltű életmódra vonatkozó bizonytalan megállapítását később Edward Drinker Cope egészítette ki, aki szintén téves következtetést vont le, mivel úgy vélte, hogy a hadrosauridák gyenge fogai és állcsontjai csak lágy vízinövények fogyasztására voltak alkalmasak.

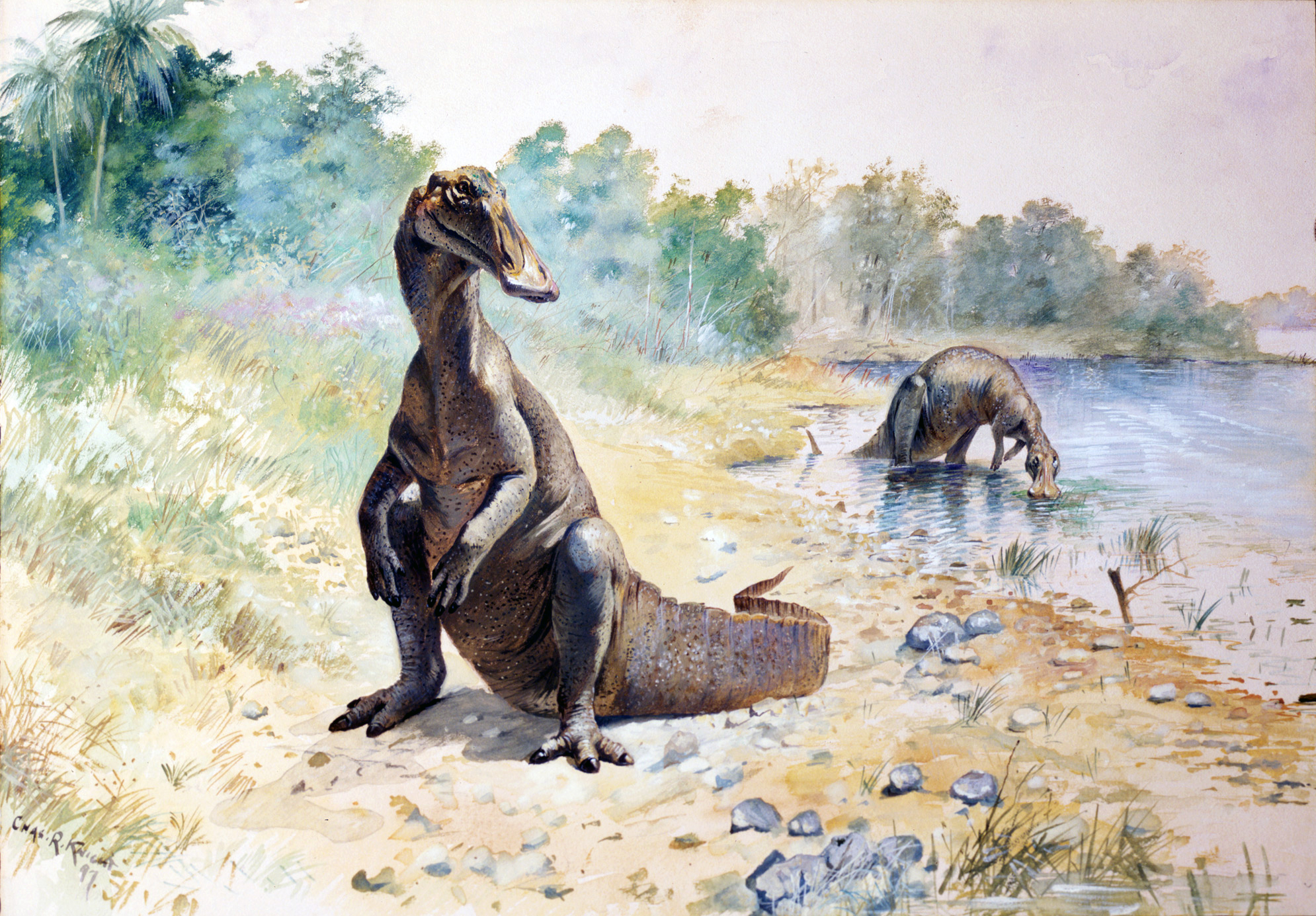
Charles R. Knight korai hadrosaurida rekonstrukciója azt a mára idejétmúlt elképzelést tükrözi, ami szerint ezek az állatok félig vízi életmódot folytattak

1874-ben Cope leírást készített a kirakós következő darabjáról, egy teljesebb, Cionodon arctatusnak elnevezett állcsont töredékről, ami első alkalommal mutatta meg a hadrosauridák összetett fogkészletét. Azonban az első, alapvetően teljes hadrosaurida koponya leírására csak 1883-ban került sor. Ez a leletet (ami egyúttal az első teljes hadrosaurida csontváz is volt) Dr. J. L. Wortman és R. S. Hill gyűjtötte be 1882-ben, Cope számára. A Diclonius mirabilis néven leírt példány ma az Anatotitan holotípusaként ismert. Cope rögtön felfigyelt a koponya hosszú és széles elülső részére. Úgy ítélte meg, hogy oldalnézetből egy libáéra, felülnézetből pedig egy rövidcsőrű kanalasgémére hasonlít. Emellett említést tett egy csőrt körülvevő szerkezetről, amit bőrmaradványnak vélt. Fontos, hogy Cope a Dicloniust kétéltű, lágy vízinövényeken élő állatnak tartotta. Ezt azzal magyarázta, hogy az állkapocs fogai gyengén kapcsolódtak a csonthoz, így hajlamosak voltak a kitörésre, és hogy a csőr is gyenge volt, ezért az állat nem fogyaszthatott szárazföldi növényeket. Cope, balszerencséjére néhány koponyacsontot is tévesen azonosított, ezért az általa tanulmányozott állkapocs elvesztette azokat a falakat, amik belülről jól megtámasztották a fogakat. Bár Cope igyekezett mielőbb megjelentetni egy teljes, illusztrált beszámolót, nem járt sikerrel, nagy riválisa Othniel Charles Marsh lett az első, aki pontosan illusztrált leírást készített egy hadrosaurida koponyájáról és csontvázáról. Noha Marsh több anatómiai hibát is kijavított, megtartotta Cope lágy növényi étrenddel kapcsolatos kijelentését. A hadrosauridák kétéltűként, vízinövényekkel való táplálkozásáról szóló elmélet annyira megszilárdult, hogy a szerző, aki 1922-ben leírást készített egy feltételezett fosszilizálódott hadrosaurida gyomortartalomról, megjegyezte, hogy a lelet csak azt bizonyítja, hogy a hadrosauridák ugyanúgy fogyasztottak szárazföldi növényeket is, ahogy vízinövényeket.

### Lull és Wright (1942)
1942-ben Richard Swann Lull és Nelda Wright összefoglalták a hadrosauridák táplálkozási adaptációival és szokásaival kapcsolatos korai vizsgálatok eredményét. A korábbi szerzőktől eltérően eltávolodtak a vízinövényeket fő élelemforrásnak tekintő elmélettől, de továbbra is a kétéltű életmódot tartották valószínűnek. Felkeltette érdeklődésüket a hadrosauridák fogkészleteinek nagymértékű fejlődése, és a fogazatukat összevetették a lovakéval, megjegyezve a fogak folyamatos cseréjének előnyét a dinoszauruszok esetében. A fogkészletek célját illetően azonban bizonytalanok voltak, ugyanis a hadrosauridák állcsontjai nem hasonlítottak egyetlen modern hüllőére sem, és nem tűnt úgy, mintha a hadrosauridák evolúciós nyomás alatt álltak volna, ahogyan az a lovak és a fű esetében történt. Lull és Wright fő táplálékforrásként elvetették a puha növényeket és a füvet is, arra hivatkozva, hogy a csőr eltér a libához hasonló legelő madarakétól, illetve, hogy az elérhető fű mennyisége kevés lett volna a hadrosauridák ellátásához. Ehelyett a zsurlókat tekintették fő élelemforrásnak, mivel ezek a növények már léteztek az adott időben és helyen, emellett pedig bőven tartalmaznak keményítőt és a fogakat koptató homokot, ami szükségessé teszi azok állandó cseréjét. A puha földet és a vízinövényeket másodlagos táplálékforrásnak tartották. Lull és Wright úgy találták, hogy a hadrosauridák táplálkozási ökológiája összehasonlítható a fáról legelő és a mocsaras területeken vízinövényeket fogyasztó modern jávorszarvaséval. A hadrosauridák pofájának és orrjáratainak összetett anatómiáját a jávorszarvaséhoz hasonló, víz alól történő táplálkozáshoz való alkalmazkodásként értelmezték.
A hadrosauridák táplálkozásának új elemeként Lull és Wright felvetették, hogy az étel rágás közben való megtartását az emlősökéhez hasonló pofaizmok segítették. Ezek az izmok a felső és az alsó állcsonton levő csonttarajokhoz kapcsolódhattak volna. A szerzők az állkapocs működését egyszerű le-fel mozgásként értelmezték, az előre-hátra való mozgást ugyanis a koponyaízület alapján valószínűtlennek találták. A függőleges mozgás alkalmas volt arra, hogy a növényi anyagokat olyan rövid darabokká aprítsa, amelyeket a pofa megtarthatott. A szerzők szerint a táplálék szájban való mozgatását egy jól fejlett nyelv végezte.

### Ostrom (1964-es) elmélete és a fogadtatás
1964-ben John Ostrom, aki a vízinövényekkel való táplálkozásra és a vízi életmódra vonatkozóan egyaránt kevés bizonyítékot talált, megkérdőjelezte a hadrosauridák táplálkozásával kapcsolatban korábban kialakított nézetet. A korábbi ábrázolásokkal ellentétben a hadrosauridákat szárazföldön élő és az ottani növényeket fogyasztó állatokként értelmezte. Lullhoz és Wrighthoz hasonlóan felkeltették a figyelmét az erős fogkészletek, és úgy találta, hogy az étrend nagy részét az ellenálló, kemény (például fás, szilíciumban vagy rostos anyagokban gazdag) növények tehették ki. Lulltól és Wrighttól eltérően úgy vélte, hogy a hadrosauridák állkapcsa a hörcsögökéhez hasonló előre-hátra mozgást végzett, a pofaszerű részek lehetőségével kapcsolatban viszont nem tett megjegyzést. Egy korábban megvizsgált, csőrrel együtt megőrződött hadrosaurida példányt illetően felvetette annak lehetőségét, hogy az állat a csőrével megragadva az ágakat, a fejét hátrahúzva leveleket és gallyakat téphetett le. Egy gyomortartalmat megőrző fosszíliáról 1922-ben készült tanulmány szintén a szárazföldi táplálkozás elméletét támogatta, ugyanis a vizsgálat során tűlevelű növények levelei és hajtásai, valamint magok és gyümölcsök maradványai kerültek elő. Több járulékos bizonyíték is a szárazföldi táplálkozás mellett szólt. Ostrom úgy találta, hogy a hadrosauridák csontváz anatómiája olyan állatokra utal, amelyek jól alkalmazkodtak a talajon való mozgáshoz, a csigolyatüskéik mentén levő elcsontosodott inak pedig gátolták volna az úszást. Emellett arról számolt be, hogy a vízinövényekhez tartozó pollen ritka azokban a kőzetekben, amelyekből a hadrosauridák ismertté váltak, ami azt jelzi, hogy ezek a növények nem voltak gyakoriak.

## Az 1984-es elmélet a hadrosauridák rágásáról
1984-ben David B. Weishampel új elmélettel állt elő a hadrosauridák táplálkozásával kapcsolatban. A fosszilis koponyacsontok közötti varratokról szóló tanulmányát azzal összegezte, hogy az ornithopodák a madármedencéjűek olyan csoportja volt, amelynek tagjai rugalmas felső állcsonttal rendelkeztek, ami kifelé vezette el a feszültséget akkor, amikor az állkapocs bezárult. A felső fogsor egy reszelőhöz hasonlóan az alsóval szemben őrölt, megragadva és felaprítva a növényeket. Az elmélet egészen addig bizonyíték nélkül maradt, míg meg nem jelent Purnell, Williams és Barrett tanulmánya, amit a Science című folyóirat úgy jellemzett, hogy „A legszilárdabbb független bizonyíték ezen egyedi állcsont mozgására vonatkozóan”. Azonban 2008-ban a gerinces paleobiológus, Natalia Rybczynski vezetésével egy amerikai és kanadai tudósokból álló csoport egy háromdimenziós, mozgó számítógépes modell segítségével megvizsgálta a Weishampel-féle rágó mozgást. Rybczynski és kollégái úgy vélték, hogy Weishampel modellje nem lehet életképes, és azt tervezték, hogy más elméleteket is megvizsgálnak.

## A 2008-ban felfedezett megkövült gyomortartalom
2008-ban, a boulderi University of Colorado csapatát vezető végzős diák, Justin S. Tweet milliméteres levéltöredékeket talált egy jó állapotban megőrződött növendék Brachylophosaurus gyomorrészén. A felfedezés eredményeként Tweet 2008 szeptemberében kijelentette, hogy az állat inkább magasabb területekről legelt, mint a talajról.

## Williams és mások 2008–2009-es tanulmánya a hadrosauridák rágásáról

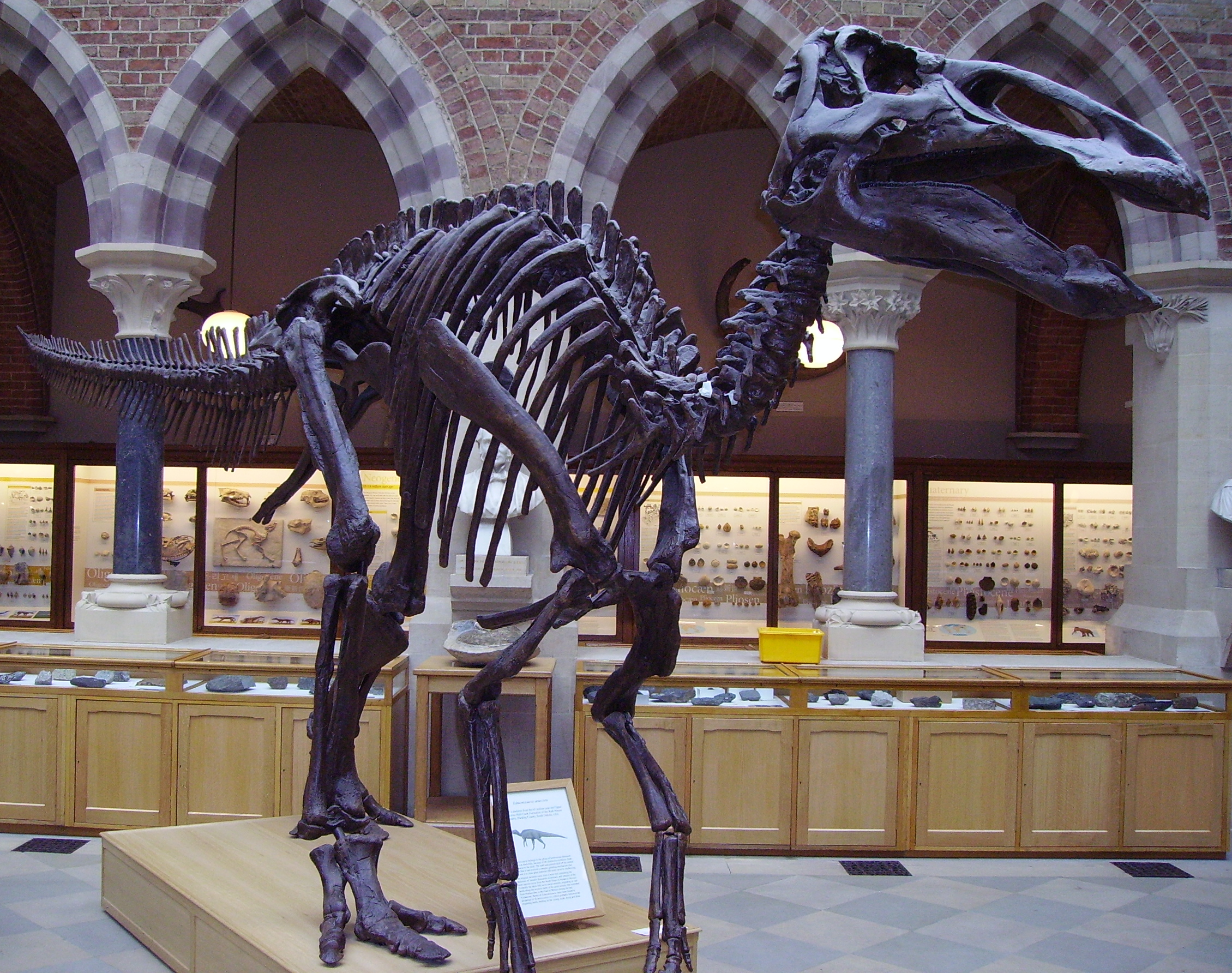
A kutatók az Edmontosaurus állkapcsán levő mikroszkopikus karcolásokat tanulmányozva kijelentették, hogy a kacsacsőrű dinoszauruszok valószínűleg a talaj közelében legelték a növényzetet és a modern állatoktól eltérően rágtak

Vince Williams a University of Leicester végzős diákja, Paul Barrett a londoni Természetrajzi Múzeum őslénykutatója és Mark Purnell a University of Leicester geológia tanszékének őslénykutatója készítettek egy tanulmányt arról, hogy a hadrosauridák hogyan törték le és ették meg a növényeket. Új megközelítést alkalmaztak a dinoszauruszok táplálkozási mechanizmusának elemzéséhez, ami segített az őskori ökoszisztémában betöltött szerepük megértésében. A kemény étel elfogyasztása apró karcolásokat eredményez a fogak felszínén. A szerzők azt gondolták, hogy a hadrosauridák fogain levő karcolások méretéből és irányából képesek lesznek ismeretekre szert tenni az állcsontok mozgásával kapcsolatban. Purnell kijelentette, hogy bár hisz abban, hogy egy ilyen tanulmány segíthet meghatározni, mit és hogyan ettek ezek az állatok, megjegyezte, hogy egyetlen korábbi tanulmány sem alkalmazott hasonló módszert.
Wiliams, Barrett és Purnell tanulmánya egy 68–65 millió évvel ezelőtt, a mai Egyesült Államok és Kanada területén élt, fejdísz nélküli hadrosaurida, egy Edmontosaurus állcsontjának vizsgálatán alapult. Ez az Edmontosaurus állcsont egy, az Egyesült Államokban levő, késő kréta kori sziklából került elő. Az állcsontban levő fogakon több száz mikroszkopikus karcolást találtak, melyek érintetlenül őrződtek meg a fosszilizálódás során. A kutatók körültekintően megtisztították az állcsontot, formába öntötték és arannyal vonták be, hogy részletes másolatot kapjanak a fog felületéről. Ezután pásztázó elektronmikroszkóppal nagyítást készítettek a karcolásokról és háromdimenziós statisztikai elemzést végeztek azok irányára vonatkozóan.
A tanulmány úgy találta, hogy a hadrosaurida teljesen más módon rágott, mint bármely ma élő állat, és olyan fajta állcsonttal rendelkezett, ami napjainkban már nem létezik. A tanulmány szerint az Edmontosaurus fogain négyféle karcolás volt, melyek különböző irányban helyezkedtek el. Purnell úgy vélte, hogy az egyes karcolástípusok egy-egy adott mozgáshoz kapcsolódnak. Ez alapján kiderült, hogy a hadrosauridák állcsontjának működése összetett volt, és különböző, köztük le-fel, előre-hátra és oldalra irányuló mozgásokból állt össze. A szerzők kijelentették, hogy a modern emlősök rugalmas állkapocsízületével szemben a hadrosauridák állkapcsát csak egy egyszerű forgópánt kötötte a koponya többi részéhez. A tanulmány szerint a hadrosauridák felső állcsontja kifelé és oldalra nyomódhatott, miközben az alsó fogak végigcsúsztak a felsőkön. Ahogy a fogak felületei oldalirányban egymással szemben mozogtak, a növény részei feldarabolódtak és megőrlődtek még mielőtt az állat lenyelte volna azokat. Purnell állítása szerint az evés „nem ollószerű mozgás volt; úgy tűnik, hogy ezek a dinoszauruszok saját módszert találtak fel a rágásra”. Bár a felső állcsont kifelé fordult, amikor a hadrosaurida evett, Purnell kijelentette, hogy az állat valószínűleg zárt szájjal rágott. A felső állcsont kifelé hajlása elvileg látható lehetett, de Purnell szerint a rágást elrejthette a dinoszaurusz pofája, így az „elég felszínesnek” tűnhetett.

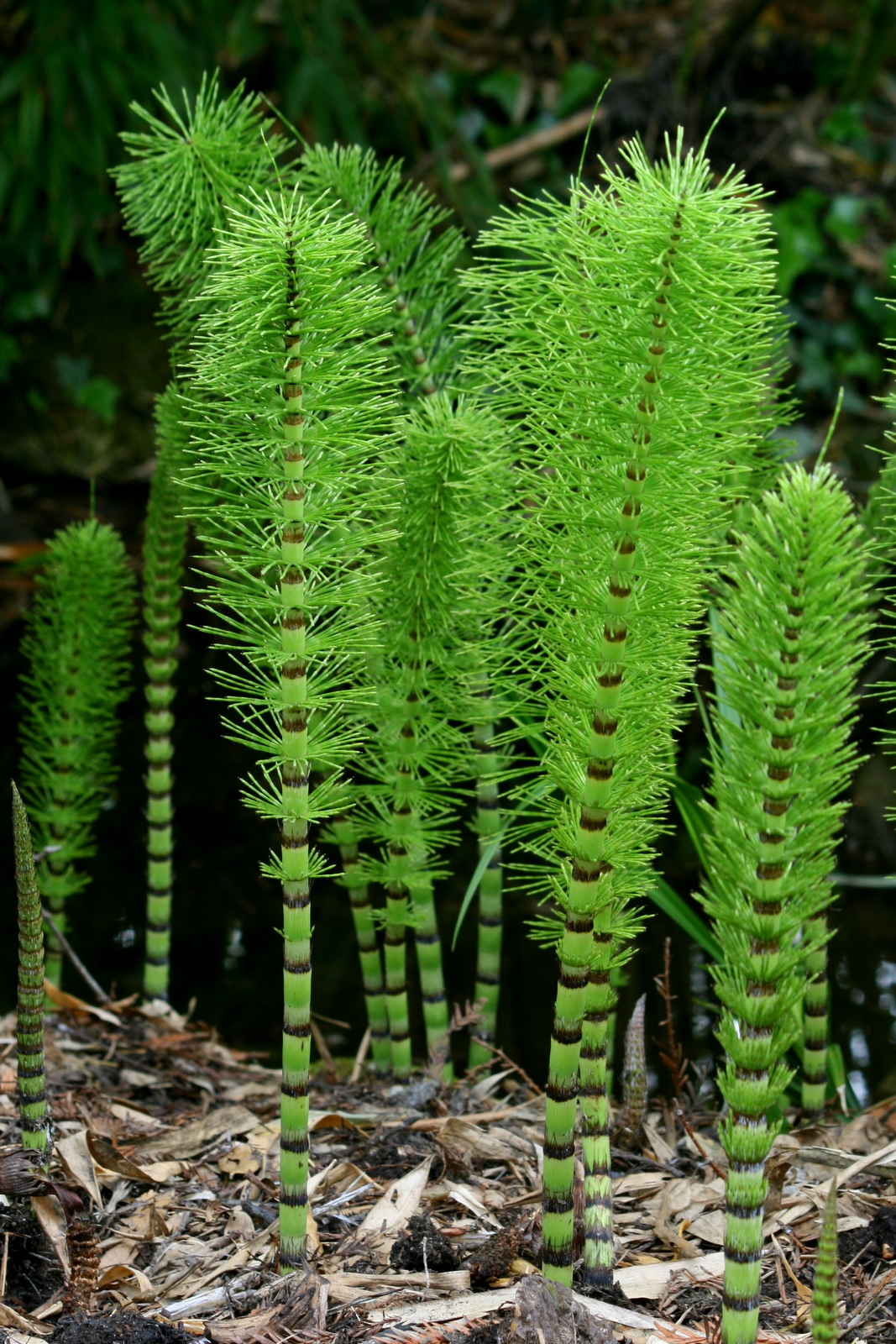
Egy ma élő zsurló, az Equisetum telmateia

A tanulmány tartalmaz következtetéseket a hadrosauridák táplálkozásával kapcsolatban, de Purnell felhívta a figyelmet arra, hogy mindez „kevésbé biztos, mint az az igen jó bizonyíték, ami a fogak egymáshoz képest történt elmozdulásából származik”. A vizsgált fogakon levő karcolások annyira hasonlóak voltak, hogy egyetlen négyzetmilliméteres terület lemérése is elegendő volt az állcsontról történő mintavételhez. A tudóscsoport a karcolások egyenlősége alapján megállapította, hogy a hadrosauridák állcsontja ugyanazt a mozgássort végezte el újra és újra. A tanulmány összegzése szerint a hadrosauridák étrendje valószínűleg inkább levelekből állt, és hiányoztak belőle az olyan vastagabb részek, mint a gallyak és az ágak, melyek más rágási módszert igényeltek és más kopási mintát eredményeztek volna. A fogakon levő mélyedések hiánya is ezt a következtetést erősíti meg, és arra utal, hogy a hadrosauridák inkább az alacsonyan növő növényzetet fogyasztották, mint a fentebb levőt, amihez gallyak is tartoztak. A karcolások is azt jelzik, hogy a hadrosauridák tápláléka inkább a talaj közeléből lelegelt növényeknél szokványos kis, homokkőhöz hasonló apró részecskéket tartalmazott vagy olyan mikroszkopikus szilícium-dioxid szemcséket, mint amilyenek a fűben találhatók. A fű a késő kréta korban fejlődött ki, de nem igazán terjedt el, ezért a tanulmány arra következtetett, hogy valószínűleg nem játszott fontos szerepet a hadrosauridák étrendjében. A kor gyakori növényei a hasonló jellemzőkkel rendelkező zsurlók voltak, melyek a dinoszauruszok fontos táplálékai lehettek. Az eredmények 2009. június 30-án jelentek meg online az Amerikai Egyesült Államok Tudományos Akadémiája (United States National Academy of Sciences) hivatalos folyóiratában, a Proceedings of the National Academy of Sciencesben, „A hadrosaurida dinoszauruszfogak mikrokopásának mennyiségi elemzése, valamint az állcsont mechanikával és a táplálkozással kapcsolatos következtetések” („Quantitative analysis of dental microwear in hadrosaurid dinosaurs, and the implications for hypotheses of jaw mechanics and feeding”) címmel.
Ez volt az első mennyiségi elemzés a dinoszauruszfogak mikrokopásával kapcsolatban. Purnell kijelentette, hogy a tanulmányban felhasznált technika ugyanolyan fontos, mint maguk a leletek, és hogy a mű azt bizonyítja, hogy a fogakon levő mikroszkopikus karcolások elemzése megbízható információval szolgálhat az állatok táplálkozási és rágási mechanizmusára vonatkozóan. Purnell véleménye szerint ez a módszer a tudományos kutatás más területein, például a régen letűnt fajok, köztük a dinoszauruszok, a halak és az igen korai emlőscsoportok táplálkozásának vizsgálatánál is hasznos lehet. Hozzátette, hogy a leletek jelentősége nem csak abban áll, hogy segít a hadrosauridák táplálkozásának alapvető megértésében, hanem abban is, hogy ezek a dinoszauruszok „nagy ismeretlen területnek” számítanak a késő kréta kori ökoszisztémában. Mivel a hadrosauridák voltak a kor domináns szárazföldi növényevői, fontos szerepet játszottak a késő kréta ökoszisztémájában. Purnell szerint „Az, hogy többet értünk meg a múlt ökoszisztémáiból és abból, hogyan érintették azokat az olyan globális események, mint a klímaváltozás, érthetőbbé teszik azt, hogy a jelenlegi változások hogyan hatnak ki a jövőre”. Lawrence Witmer, az Ohiói Állami Egyetem Oszteopatikus Gyógyászati Főiskolájának (College of Osteopathic Medicine) athéni őslénykutatója a tanulmányt úgy minősítette, hogy „Az egyik legjobb mikrokopásról szóló cikk, amit láttam”, azonban azt is hozzátette, hogy nincs meggyőződve arról, hogy a hadrosauridák felső állcsontja rugalmas volt.
Az elmélet, ami szerint a hadrosauridák inkább a talajszintről legeltek, mint magasabbról, ellentmondani látszik a korábban felfedezett fosszilizálódott gyomortartalomról szóló tanulmányoknak. A hasonló felfedezésekre válaszként Purnell kijelentette, hogy a megőrződött gyomortartalom kérdéses, mivel nem feltétlenül tükrözi az állat szokványos étrendjét. Alan Boyle, újságíró és az MSNBC tudományos szerkesztője, aki beszámolt a tudóscsoport felfedezéseiről kijelentette, hogy a nyilvánvaló ellentmondás Williams és szerzőtársai tanulmánya, valamint a korábbi gyomortartalom fosszília között vita tárgya, de nem feltétlenül az előbbi a téves. Boyle szerint „az állítások a földről vagy a magasból történő legelésről nem meggyőzőek, (de) a kutatók feltételezése szerint a földről való legelés valószínűbb”. Williams és szerzőtársai elmélete, ami szerint a hadrosauridák inkább a talaj közelében levő növényeket fogyasztották, mint a magasabban levő leveleket és gallyakat, ellentmondásban áll azzal a hadrosaurida ábrázolással is, amely Michael Crichton 1990-es Jurassic Park című tudományos-fantasztikus regényében szerepel.

## Fordítás
- Ez a szócikk részben vagy egészben a Hadrosaur diet című angol Wikipédia-szócikk ezen változatának fordításán alapul.  Az eredeti cikk szerkesztőit annak laptörténete sorolja fel. Ez a jelzés csupán a megfogalmazás eredetét és a szerzői jogokat jelzi, nem szolgál a cikkben szereplő információk forrásmegjelöléseként.

## Külső hivatkozások
- Williams, Vincent S., Barrett, Paul M., Purnell Mark A. (2009. július 7.). „Quantitative analysis of dental microwear in hadrosaurid dinosaurs, and the implications for hypotheses of jaw mechanics and feeding”. The Proceedings of the National Academy of Sciences 106 (27), 11194–11199. o. DOI:10.1073/pnas.0812631106. (Hozzáférés: 2010. január 19.)
- Dino tooth sheds new light on ancient riddle. [2009. augusztus 4-i dátummal az eredetiből archiválva]. (Hozzáférés: 2010. január 19.)